# Жданковский (Новосибирская область)
Жданковский — посёлок в Убинском районе Новосибирской области России. Входит в состав Кожурлинского сельсовета.

## География
Площадь посёлка — 30 гектаров.

## История
В 1976 году указом Президиума Верховного Совета РСФСР посёлок фермы №2 совхоза «Кожурлинский» переименован в Жданковский.

## Население
| 2002 | 2007 | 2010 |
| ---- | ---- | ---- |
| 70   | ↗80  | ↘47  |

## Инфраструктура
В посёлке по данным на 2007 год функционируют 1 учреждение здравоохранения и 1 учреждение образования.